# Енріке Абароа
Енріке Абароа (ісп. Enrique Abaroa; нар. 10 січня 1974) — колишній мексиканський тенісист.
Найвищу одиночну позицію світового рейтингу — 607 місце досяг 2 серпня 1993, парну — 170 місце — 10 липня 2000 року.
Здобув 1 парний титул.

## Юніорські фінали турнірів Великого шолома

### Парний розряд: 1 (1 перемога)
| Результат | Рік  | Турнір                               | Покриття | Партнер    | Суперники                         | Рахунок       |
| --------- | ---- | ------------------------------------ | -------- | ---------- | --------------------------------- | ------------- |
| Перемога  | 1992 | Відкритий чемпіонат Франції з тенісу | Ґрунт    | Грант Дойл | Євген Кафельников Алекс Радулеску | 7–6(7–0), 6–3 |

## Фінали ATP Челленджер і ITF Ф'ючерс

### Парний розряд: 8 (6–2)
| Легенда              |
| -------------------- |
| ATP Челленджер (1–1) |
| ITF Ф'ючерс (5–1)    |

| Фінали за покриттям |
| ------------------- |
| Тверде (1–1)        |
| Ґрунт (5–1)         |
| Трава (0–0)         |
| Килим (0–0)         |

| Результат | В-П | Дата     | Турнір                                                 | Рівень     | Покриття | Партнер             | Суперники                              | Рахунок            |
| --------- | --- | -------- | ------------------------------------------------------ | ---------- | -------- | ------------------- | -------------------------------------- | ------------------ |
| Перемога  | 1–0 | Чер 1999 | Німеччина F4B, Гоенбрунн                               | Ф'ючерс    | Ґрунт    | Дам'ян Фурманскі    | Юрій Щукін Ерік Труемплер              | 6–4, 6–0           |
| Перемога  | 2–0 | Чер 1999 | Польща F1, Краків                                      | Ф'ючерс    | Ґрунт    | Павел Курднач       | Ярослав Левинський Павел Шнобел        | 6–3, 6–1           |
| Перемога  | 3–0 | Лип 1999 | Іспанія F2, Аліканте                                   | Ф'ючерс    | Ґрунт    | Ешлі Фішер          | Тім Крічтон Тодд Перрі                 | 6–4, 2–6, 7–6      |
| Перемога  | 4–0 | Чер 2000 | США F14, Тампа                                         | Ф'ючерс    | Ґрунт    | Маурісіо Хадад      | Мітті Арнолд Джеймс Блейк              | 6–1, 7–6(7–2)      |
| Поразка   | 4–1 | Лип 2000 | Велике герцогство Саксен-Веймар-Ейзенахське, Німеччина | Челленджер | Ґрунт    | Тім Крічтон         | Даніел Мело Алешандре Сімоні           | 1–6, 7–6(7–2), 1–6 |
| Перемога  | 5–1 | Жов 2000 | Талса, США                                             | Челленджер | Тверде   | Майкл Селл          | Габріель Тріфу Гленн Вейнер            | 5–7, 6–4, 6–2      |
| Перемога  | 6–1 | Тра 2001 | США F13, Тампа                                         | Ф'ючерс    | Ґрунт    | Лі Пірсон           | Джеймон Крабб Джеймс Секулов           | 7–6(7–3), 6–4      |
| Поразка   | 6–2 | Жов 2003 | Мексика F17, Монтеррей                                 | Ф'ючерс    | Тверде   | Луїс-Мануель Флорес | Франко Феррейро Едуардо Магадан-Кастро | 5–7, 4–6           |